# Antônio Carlos (Minas Gerais)
Antônio Carlos – miasto i gmina w Brazylii, w stanie Minas Gerais. Znajduje się w mezoregionie Campo das Vertentes i mikroregionie Barbacena.